# Busuanga (wyspa)
Busuanga – górzysto-wyżynna wyspa na Filipinach, między wyspami Luzon i Palawan.
Na wyspie znajdują się gorące źródła mineralne oraz wilgotne lasy równikowe.
Ludność wyspy zajmuje się hodowlą bydła oraz uprawą palmy kokosowej i ryżu.